# Den guldbågade pincenén
Den guldbågade pincenén (engelska: The Adventure of the Golden Pince-Nez) är en av Sir Arthur Conan Doyles 56 noveller om detektiven Sherlock Holmes. Novellen publicerades första gången 1904.
Den guldbågade pincenén ingår i novellsamlingen The Return of Sherlock Holmes.

## Handling
Kommissarie Stanley Hopkins kommer till Holmes för att berätta om ett mord som han inte har lösningen på. Den döde, Willoughby Smith, är sekreterare till en gammal professor vid namn Coram. Mordet är förbryllande. Motiv verkar saknas överhuvudtaget och hushållerskan, som fann Smith, kan berätta att hans sista ord var "Professorn, det var hon." Professorn, emellertid, är en man.
Holmes tar sig an fallet och lyckas lösa det. Han avslöjar att mördaren fortfarande är kvar i professorns hus.

## Filmatisering
Novellen har bland annat filmatiserats 1994 med Jeremy Brett i huvudrollen.